# 鈴木聰美
鈴木聰美（日语：／ Suzuki Satomi，1991年1月29日—），日本女子游泳运动员。福岡縣出生，畢業於遠賀中学校及九州産業大学付属九州高校，曾就讀於山梨学院大学。

## 簡歷
2010年，鈴木代表日本參加廣州亞運會游泳比賽女子50米蛙泳、100米蛙泳、200米蛙泳及4x100米混合泳接力比賽，奪得兩銀一銅佳績。
2012年，鈴木代表日本出戰英國倫敦舉行的奥林匹克运动会游泳比賽女子100米蛙泳、200米蛙泳及4×100米混合泳接力賽事，奪得一銀兩銅佳績。